# Iron Mountain Lake
Iron Mountain Lake is een plaats (city) in de Amerikaanse staat Missouri, en valt bestuurlijk gezien onder St. Francois County.

## Demografie
Bij de volkstelling in 2000 werd het aantal inwoners vastgesteld op 693.
In 2006 is het aantal inwoners door het United States Census Bureau geschat op 705, een stijging van 12 (1,7%).

## Geografie
Volgens het United States Census Bureau beslaat de plaats een oppervlakte van
5,4 km², waarvan 5,1 km² land en 0,3 km² water. Iron Mountain Lake ligt op ongeveer 346 m boven zeeniveau.

## Plaatsen in de nabije omgeving
De onderstaande figuur toont nabijgelegen plaatsen in een straal van 16 km rond Iron Mountain Lake.